# Black Inches
Black Inches est un magazine pornographique gay centrés sur les hommes afro-américains. 

## Historique
Black Inches est lancé en 1993 par Mavety Media Group Ltd., une compagnie de presse qui publiait des titres gays tels que Mandate ou Honcho.
Le magazine proposait des photos de charme et des photos de tournage de films pornographiques. Il comportait aussi des critiques de films, des nouvelles érotiques, des bandes dessinées d'humour et des publicités.
La couverture mettait en avant des vedettes du genre, comme Bobby Blake, Tiger Tyson, Ty Lattimore ou Tyson Cane. Bobby Blake a déclaré à propos de ce magazine : « Black Inches m'a toujours soutenu. Ils ont rendu compte de tous les films que j'ai tournés, fait des séances photos, ils m'ont interviewé et m'ont donné ma propre chronique ».
Il fait partie des titres mentionnés pour indiquer l'homosexualité dans les romans, l'autobiographie ou les études sociologiques.
Le magazine disparaît en 2009, en même temps que Mandate.